# Stictonectes azruensis
Stictonectes azruensis är en skalbaggsart som först beskrevs av André Théry 1933.  Stictonectes azruensis ingår i släktet Stictonectes och familjen dykare. Inga underarter finns listade i Catalogue of Life.